# Milo Moiré
Pour les articles homonymes, voir Moiré.
Sue Pruzina, dite Milo Moiré, est une artiste et modèle suisse. Performeuse, actrice porno et peintre, elle utilise souvent sa propre nudité dans ses œuvres et dans celles d’autres artistes.

## Biographie
Née en Suisse le 9 mai[réf. nécessaire] 1983, d'origine slovaque et espagnole, Milo Moiré est diplômée en psychologie à l’Université de Berne et vit et travaille à Düsseldorf, en Allemagne, avec son compagnon et agent, le photographe allemand Peter H. Hergarten (alias Peter Palm), dont elle est aussi muse et modèle.
Durant l'été 2017 elle participe à la 5e saison de l'émission allemande Promi Big Brother, lors de laquelle elle termine deuxième.

## Démarche artistique
Milo Moiré se place délibérément à la frontière entre l'art et la pornographie, avec des vidéos sur son site web décrites comme « non censurées » et accessibles moyennant paiement, et des performances dénudées invitant à l'acte de censure de la part des médias. Elle déclare qu'il ne devrait y avoir aucune limite à l'art et que la mort est la seule limite qu'elle accepte. Elle cite Marina Abramović et Joseph Beuys comme influences particulières.

## Œuvres et performances principales
- The Script System (2013) : performance vidéo.
Milo Moiré voyage et évolue, nue, sur le réseau de tramway de Düsseldorf, avec peint sur sa peau, en noir, en lettres capitales et en anglais[7], sur différentes parties du corps, les noms des vêtements qui s’y seraient trouvés si elle avait été habillée[8] (tandis que les autres voyageurs, de simples usagers, semblent prêter peu d’attention à sa nudité). Du fait du montage, chaque scène se répète, avant de laisser place à la suivante, alors que sur la bande son domine le bruit d’une machine à écrire en cours d’utilisation.
- The Split Brain (La bruja de nieve) (2013) : vidéo, filmée par le photographe Peter Palm.
Milo Moiré danse et se déplace nue dans une rue enneigée de Düsseldorf, dans le district d'Oberkassel[9].
- PlopEgg #1 - A Birth of a Picture (2014) : performance réalisée lors de la foire d'art contemporain de Cologne.
Milo Moiré « pond » sur une toile des œufs remplis de colorants qu’elle a auparavant insérés dans son vagin[8], réalisant ainsi une peinture abstraite avec une technique proche du dripping.
- The Naked Life - "How little abstraction can art tolerate?" (2015) : vidéo filmée au Musée LWL d'art et de culture (de) de Münster (Allemagne) pour la clôture de l'exposition The Naked Life
Milo Moiré évolue nue au milieu des œuvres, tenant un bébé dans ses bras[10].
- Le 8 janvier 2016, en signe de protestation contre les agressions sexuelles de la nuit de la Saint-Sylvestre, elle se poste nue devant la cathédrale de Cologne avec une pancarte sur laquelle on peut lire « Nous ne sommes pas du gibier, même lorsque nous sommes nues ».
- Mirror Box (juin 2016) : performance réalisée à Düsseldorf, Amsterdam et Londres.

## Polémiques
En 2015, Milo Moiré est arrêtée par la police française et passe la nuit en cellule après avoir pris des « selfies » nus avec des touristes devant la Tour Eiffel . L'année suivante, elle est de nouveau arrêtée à Londres lors de sa performance Mirror Box pour avoir invité des inconnus, hommes et femmes (majeurs) à placer leurs mains dans une boîte faite de miroirs autour de son corps et à caresser pendant 30 secondes ses seins ou sa vulve,.
En juin 2017, elle est agressée et blessée dans une bagarre dans un club de Düsseldorf. 